# Слијепчевићи
Слијепчевићи су насељено мјесто у саставу дистрикта Брчко, БиХ.

## Становништво
| Националност       | 1991.        |
| Срби               | 363 (97,84%) |
| Хрвати             | 2 (0,54%)    |
| Муслимани          | 0            |
| Југословени        | 1 (0,27%)    |
| остали и непознато | 5 (1,35%)    |
| Укупно             | 371          |

## Религија
У селу налази се српска православна црква Светог великомученика Стефана Дечанског, која припада епархији зворничко-тузланској.
Црква је грађена од 2008 год. до 2010 год. Ова филијална црква припада, парохији Ражљево, која је основана 1999 године. Новосновано гробље овог села, налази се у засеоку Мирковача.